# Sonia Ristić
Pour les articles homonymes, voir Ristic.
Sonia Ristić, née le 3 août 1972 à Belgrade, est une autrice dramatique et romancière serbo-croate écrivant en français.

## Biographie
Sonia Ristic nait en 1972 à Belgrade. Elle passe son enfance entre l'ex-Yougoslavie et l'Afrique, puis s'établit en France, à Paris en 1991. Elle effectue des études de lettres et de théâtre, et fait ses débuts de metteuse en scène et comédienne. Elle intervient aussi pour des organisations gouvernementales et dans des écoles. Ses sujets de prédilection concernent les guerres en ex-Yougoslavie et les droits humains,.
Dans les années 2000, elle rejoint le théâtre de Verre et crée sa propre compagnie, « Seulement pour les fous ».

## Travaux littéraires
Sonia Ristic écrit ses pièces et ses romans en français, ayant longtemps été scolarisée dans des établissements français et s'étant établie à Paris.
En 2008 elle publie son premier roman Orages. Sa pièce de théâtre Sniper avenue de 2005 retrace la vie d'une famille bosniaque à travers les guerres de Yougoslavie, plus précisément pendant le siège de Sarajevo entre 1992 et 1995, dans un style direct et simple.

## Distinctions
- 2010 : Journées de Lyon des auteurs de théâtre pour Enfance dans un seau percé[1].
- 2010 : prix des lycéens allemands en 2010 pour Orages (Actes Sud Junior)[1].
- 2015 : prix Godot des lycéens epour Johnny-Misère[1].
- 2018 : prix Hors Concours en 2018 pour le roman, Des fleurs dans le vent (Intervalles)[4].

## Œuvre

### Pièces de théâtre
- Sniper Avenue / Quatorze minutes de danse / Le Temps qu'il fera demain, Espace d'un instant, 2007[5],[2].
- L'Histoire de la princesse, éd. La Fontaine, 2014[6].